# Радошовце (округ Трнава)
Радошовце (словац. Radošovce) — село, громада округу Трнава, Трнавський край. Кадастрова площа громади — 7.28 км².
Населення 420 осіб (станом на 31 грудня 2020 року).

## Історія
Радошовце згадується 1216 року.

## Населення
| Рік:            | 1994. | 2004.   | 2014.   | 2024.   |
| --------------- | ----- | ------- | ------- | ------- |
| Кількість осіб: | 392   | 401     | 415     | 388     |
| Різниця:        |       | +2,29 % | +3,49 % | -6,50 % |

| Рік:            | 2023. | 2024.   |
| --------------- | ----- | ------- |
| Кількість осіб: | 396   | 388     |
| Різниця:        |       | -2,02 % |